# Baraxina amieuana
Baraxina amieuana (лат.) — вид мелких жуков-ощупников рода Baraxina из подсемейства Pselaphinae (Staphylinidae).

## Распространение
Новая Каледония (Океания).

## Описание
Мелкие коротконадкрылые жуки—ощупники, длина тела около 2 мм. Тело двухцветное, голова и переднеспинка угольно-чёрные, надкрылья и брюшко красновато-коричневые, верхнечелюстные щупики, усики и ноги красновато-коричневые, верхнечелюстные щупики длиннее остальных придатков. Длина тела 1,75–1,95 мм, максимальная ширина 0,65–0,75 мм. .